# Рудольф, Вильгельм (художник)
Вильгельм Рудольф (нем. Wilhelm Rudolph; 22 февраля 1889, Хемниц, Германская империя — 30 сентября 1982, Дрезден, ГДР) — немецкий художник и график, дважды лауреат национальной премии ГДР

## Жизнь и творчество
Родился в семье ткача. В 1906 году начинает учёбу на литографа, в 1908 году поступает в Высшую художественную школу Дрездена. Во время Первой мировой войны пехотинцем принимал участие в боях на Западном фронте — под Верденом и на Сомме. В 1919—1922 годы живёт как свободный художник в Дрездене. Первоначально писал как постимпрессионист, затем перенял экспрессионистский стиль, позднее приверженец новой предметности, с её интересом к социально значимой тематике. Первые успехи и известность В.Рудольфу принесли его изображения животных.
В 1924—1925 годах художник участвует в крупных выставках в Дрездене (галерея Эмиля Рихтера) и в Берлине (галерея Гольдшмидт и Валлерштейн), 1931 году — вновь в Дрездене (галерея Новое искусство — Фидес). Эти презентации его работ приносит В.Рудольфу признание как живописцу и место профессора в Академии искусств Дрездена (в 1932). После прихода к власти в Германии национал-социалистов произведения художника были причислены к т. н. дегенеративному искусству. С 1937 года ему было запрещено выставлять и продавать свои работы, 43 картины В.Рудольфа были конфискованы. В 1939 году он был уволен из Академии.
В 1945 году и позднее художник создаёт свой важнейший труд — графическую серию из сотен листов на тему бомбардировки Дрездена американской авиацией в ночь с 13 на 14 февраля 1945 года, его разрушения. Вплоть до нашего времени она остаётся непревзойдённым художественным свидетельством этой трагедии.
В 1946—1949 годах В.Рудольф вновь занимает профессорскую кафедру в Академии искусств Дрездена, однако был вновь уволен — на этот раз против желания своих студентов и в связи с конфликтом с ректором Академии, художником Гансом Грундигом. После этого В.Рудольф ведёт в Дрездене жизнь свободного художника, однако был неоднократно поощряем за творческие успехи правительством социалистической Германии. В 1961 году он удостаивается Национальной премии ГДР, в том же году — премии Мартина Андерсен-Нексё города Дрезден и премии Свободных немецких профсоюзов (FDGB). В 1980 году он вторично награждается Национальной премией ГДР, на этот раз I класса. В 1979 В.Рудольф становится почётным гражданином Дрездена, а в 1982 — Хемница (тогда — Карл-Маркс-Штадта).
Творческое наследие В.Рудольфа включает в себя около 700 полотен, написанных маслом, и такое же количество ксилографий, созданных преимущественно после 1945 года, а также более ранние, относящиеся к 1920-м годам литографии и графику. Ксилографии, посвящённые Дрезденской бомбардировке, включают в себя 150 листов. Работы его хранятся в музеях Берлина, Лос-Анджелеса, Дрездена, Веймара, Хемница, Эрфурта и др. Художник был творчески активен вплоть до глубокой старости.